# Cypher (personaje)
Cypher o Cifra en España (Douglas Aaron Ramsey) es un superhéroe ficticio que aparece en los cómics estadounidenses publicados por Marvel Comics. El personaje aparece generalmente en la familia de libros de X-Men, en particular aquellos con The New Mutants, de los cuales Cypher ha sido miembro. Es un mutante con la capacidad de comprender fácilmente cualquier idioma, ya sea hablado o escrito. También tuvo el alias de Revelación (Revelation).
El personaje no está relacionado con el cyborg femenino del mismo nombre que apareció por primera vez en Sabretooth y Mystique # 1 y es miembro de A.I.M.

## Historial de publicaciones
Creado por el escritor Chris Claremont y el artista Sal Buscema, el personaje apareció por primera vez en New Mutants # 13 (marzo de 1984).

## Biografía ficticia

### Origen
Doug Ramsey es hijo de Philip y Sheyla Ramsey. Doug era un amigo adolescente de Kitty Pryde, a quien conoció después de que ella se mudó al condado de Westchester a unirse a la escuela de Charles Xavier para Jóvenes Talentos. Ellos simpatizaron cuando descubrieron un interés común en los juegos de video, computadoras y la tecnología informática.
El Profesor X había sospechado que Doug tenía una energía mutante, probablemente relacionada con las comunicaciones, pero no se acercó a él para unirse a la escuela, tal vez sintiendo que una potencia pasiva podría pasar desapercibido. La ignorancia inicial de Doug de las actividades de los X-Men causó algunos problemas cuando se le ofreció una beca en la Academia de Massachusetts de Emma Frost.

### Nuevos Mutantes
Doug se convirtió en miembro de los Nuevos Mutantes después del ser tecno-orgánico Warlock. Fue sacado literalmente de la cama y les informó de su verdadera naturaleza a los estudiantes de Xavier cuando los Nuevos Mutantes necesitaron sus habilidades para comprender el extraño idioma de Warlock. Los dos se hicieron amigos rápidamente.
A pesar de su poder era totalmente inofensivo, Doug nunca le dijo a sus padres que era un mutante.
Su poder lo convirtió en un maestro de los lenguajes de programación, ya que cualquier idioma del software estaba a su alcance. 
A pesar de sus habilidades, Doug sufría de sentimientos de inutilidad. En tiempos de peligro, Warlock lo protegía, lo que le hizo sentirse aún más inútil. Esto se arraigó durante un viaje involuntario al Asgard, donde fue derrotado en combate por un simple sirviente.
Más tarde, él y Warlock descubrieron que podían combinar su físico para crear un ser que parecía Doug, pero que estaba compuesto de la sustancia de Warlock y sus personalidades se fusionaron. Esto permitió el pleno acceso a sus poderes combinados, pero significó que Doug sufrió la infección del "virus transmodal" de Warlock.
A pesar de que coqueteó con Kitty Pryde y de hecho, afirmó que la amaba, no fue correspondido Estuvo involucrado en el rescate de Psylocke de las garras de Mojo. Esto implicó aventurarse en la mente de Psylocke. La experiencia compartida, causó un profundo vínculo emocional entre los dos. Debido a sus diferentes edades, tanto Douglas como Psylocke se sentían incómodos. Más tarde, Doug comenzó una relación con su compañera de equipo Rahne Sinclair, Wolfsbane
Junto a los demás Nuevos Mutantes, Doug se unió temporalmente a los Hellions.

### Muerte
Cuando la entidad Bird-Brain fue rescatado, Doug inicialmente se sintió celoso del afecto de Rahne para él, pero se interesó por sulenguaje de chillidos y graznidos. Cuando Bird-Brain se dispuso a liberar a sus amigos esclavizados, los Nuevos Mutantes lo siguieron hasta una isla controlada por el Ani-Mator, un siervo de Cameron Hodge. Frente a su derrota, el Ani-Mator sacó una pistola y apuntó a Rahne. Doug se lanzó a la trayectoria de la bala y murió.
Magneto, en ese entonces líder de los Nuevos Mutantes, explicó la muerte de Doug a sus padres como un accidente. El fantasma de Doug más tarde apareció con Wolfsbane cuando visitó su tumba en el cementerio.

### "Douglock"
Más tarde, Warlock fue asesinado por Cameron Hodge y sus cenizas fueron esparcidas sobre la tumba de Doug apetición de Wolfsbane. Finalmente, los alienígenas Phalanx, un subconjunto corrupto de la raza alienígena más poderosa conocida como los Technarchy (raza nativa de Warlock), resucitó a Warlock con los recuerdos de Doug y su apariencia, con la intención de usarlo como un "caballo de Troya" para infiltrarse en los X-Men. Esta entidad, llamada "Douglock", se unió a Excalibur por un tiempo.
Sin darse cuenta de su verdadera identidad, como Warlock, "Douglock" se creyó una nueva entidad con base en los "engramas genéticos y mentales" de Cypher y Warlock. Esta nueva entidad, incluso tuvo otra relación con Wolfsbane. Más tarde, "Douglock" ayudó a Excalibur, X-Factor, Fuerza-X y el Profesor X, a vencer a los Phalanx en Europa.
Después de que Excalibur fue disuelto, la personalidad de Warlock volvió a emerger, pero se encontró con que había cambiado. Warlock mantiene una copia de la memoria de Doug, pero su personalidad no está activa.

### Necrosha y Resurrección
Cypher fue resucitado a través del virus Transmodal por Selene y Eli Bard. Selene le encargó matar a Magma. Su misión fue impedida por Karma.
Cypher fue derribado de un balcón, pero fue salvado por Warlock. Warlock intentó restaurar la verdadera personalidad de Cypher, pero él estaba infectado por un código troyano de programación que lo incapacitó. Cypher se despertó y fue una vez más obligado a atacar, y decapitó a Warlock. Los Hellions lograron reprogramar a Cypher por la fuerza. 
Después de una larga lucha con los Hellions, Warlock y Magik, esta utiliza una mezcla de sus poderes para romper la conexión de Selene con Cypher, lo que garantiza su libertad y la vida continua, después de la muerte de Selene.
Más tarde, Doug analizó una pelea entre los Nuevos Mutantes y Cameron Hodge y llegó a la conclusión de los Nuevos Mutantes iban a morir. Por lo tanto, convenció a Warlock para matar y absorber a Hodge y a varios de sus hombres. Más tarde, Doug se unió a Fuerza-X, en una misión para detener una invasión de los Centinelas avanzados del futuro. Cypher utilizó sus poderes para desactivar internamente al Molde Maestro, y erradicar a los Nimrods de Utopía.
Más tarde, Warlock fue secuestrado por agentes de S.W.O.R.D. bajo la ley que dicta que todos los extraterrestres deben salir de la Tierra a petición de Henry Peter Gyrich. Doug trató de conseguir su liberación. En su lugar, Warlock y los demás alienígenas fueron liberados por Abigail Brand.

## Poderes y habilidades
Cypher es un mutante que posee una facilidad intuitiva sobrehumana para traducir idiomas, hablados o escritos, humanos o alienígenas. Su habilidad sobrehumana se extiende a su gran facilidad para descifrar códigos y lenguajes de computadora, y también es capaz de leer la inflexión y el lenguaje corporal que le permiten comprender el vasto subtexto de una conversación. En lugar de resolver el problema paso a paso en su mente consciente, resuelve el problema inconscientemente. Por lo tanto, puede llegar a la solución correcta por medios que parecen ser saltos de lógica, y él mismo puede no ser consciente de todo el proceso por el cual llega a la respuesta correcta.

## Otras versiones

### Era de Apocalipsis
Cypher era el hijo adoptivo de Destiny, y ambos vivían en Avalon. Allí es asesinado al interponerse entre Destiny y el último ataque desesperado del Rey Sombra.

### Dinastía de M
Cypher, junto con Karma y Kane, fungía como profesor del Instituto Xavier.

### Ultimate Cypher
Cypher es un joven superinteligente, y es parte de la Academia del Mañana. Él fue asesinado por Madroz en el Ultimatum.

## En otros medios

### Cine
- Cypher aparece en X-Men 2 como uno de los alumnos de Xavier secuestrado por Stryker y rescatado por los X-Men. Es interpretado por Layke Anderson